# Enrico Golisciani
Enrico Golisciani (* 25. Dezember 1848 in Neapel; † 6. Februar 1919 ebenda) war ein italienischer Librettist.
Golisciani verfasste mehr als achtzig Opernlibretti. Sein Repertoire reichte dabei von der Oper die italienischen Verismo bis zur opulenten Operette. Verbunden blieb sein Name mit zwei Werken Ermanno Wolf-Ferraris, der komischen Oper Il segreto di Susanna und dem Verismo-Drama I gioielli della Madonna, deren Libretti zu Goliscianis Spätwerk gehören.

## Libretti
- Mamma Angaot a Constantinopoli (Leopoldo Mugnone), 1875
- Il pipistrello (Nicola De Giosa), 1875
- Carlo di Borgogna (Pietro Musone), 1876
- Lida Wilson (Ferdinando Bonamici), 1878
- Il Conte di San Ronano (Nicola De Giosa), 1878
- Griselda (Giulio Cottrau), 1878
- Il ritratto di Perla (Cesare Rossi), 1879
- Sogno d’amore (Cesare Bernardo Bellini), 1880
- Nella (Francesco Paolo Frontini), 1881
- I guanti gialli (Nicola Spinelli), 1881
- Rabagas (nach Victorien Sardou, Komposition Nicola De Giosa), 1882
- Cordelia dei Neri (Ferdinando Aldieri), 1884
- Marion Delorme (nach Victor Hugo, Komposition Amilcare Ponchielli), 1885
- Cimbelino (Niccolò van Westerhout), 1887
- La vita è un sogno (nach Calderon de la Barca, Komposition Dionysios Lavrangas), zwischen 1887 und 1891 (verschollen)
- Marina (Umberto Giordano), 1888
- Gina (Francesco Cilea), 1889
- Bianca di Nevers (Adolfo Baci), 1889
- A Santa Lucia (Pierantonio Tasca), 1892
- Le baruffe chiozzotte (Tomaso Benvenuti), 1895
- Anita (Melisio Morales), um 1900
- Adriana Lecouvreur (Giacomo Setaccioli), 1903
- Il segreto di Susanna (Ermanno Wolf-Ferrari), 1909
- I gioielli della Madonna (Ermanno Wolf-Ferrari), 1911